# Nicolás Tagliafico
Nicolás Alejandro Tagliafico, född 31 augusti 1992, är en argentinsk fotbollsspelare som spelar för Lyon och Argentinas landslag.

## Klubbkarriär
I januari 2018 värvades Tagliafico av nederländska Ajax.
Den 23 juli 2022 värvades Tagliafico av Lyon, där han skrev på ett treårskontrakt.

## Landslagskarriär
Tagliafico debuterade för Argentinas landslag den 9 juni 2017 i en 1–0-vinst över Brasilien, där han blev inbytt i den 52:a minuten mot José Luis Gómez. I maj 2018 blev han uttagen i Argentinas trupp till fotbolls-VM 2018.